# حزب سوسیالیست ستمدیدگان
حزب سوسیالیست ستمدیدگان (به ترکی: Ezilenlerin Sosyalist Partisi, ESP، به کردی: Partiya Sosyalîst a Bindestan, PSB)، یک حزب سیاسی مارکسیست-لنینیست در جمهوری ترکیه است. این حزب خود را به صورت «یک حزب سوسیالیست انقلابی مبارز که برای جمهوری فدراتیو کارگری در ترکیه و کردستان شمالی مبارزه می کند» تعریف کرده است.

## توسعه
برخی از منابع، و از آن جمله منابع رسمی معتقدند که ESP جبههٔ قانونی ای است که به جای کمیتهٔ هماهنگی بین‌المللی سازمان ها و احزاب انقلابی وابسته به حزب کمونیست مارکسیست-لنینیست که غیرقانونی است فعالیت می کند. فیگن یوکسکداغ ریاست مشترک حزب دموکراتیک خلق‌ها از بنیانگذاران این حزب است.
حزب سوسیالیست ستمدیدگان یکی از احزاب شرکت کننده در کنگره دموکراتیک خلق‌هاست. کنگره دموکراتیک خلق‌ها سازمانی سیاسی است که در سال ۲۰۱۲ مبتکر تأسیس حزب دموکراتیک خلق‌ها شد.

## تعقیب قانونی
در سال ۲۰۱۳ پس از آنکه منزل ۹۰ عضو حزب در ارتباط با اعتراضات سال ۲۰۱۳ مورد حمله واقع شد، روزنامهٔ دیلی تلگراف این حزب را «یک گروه گوچک چپگرا» عنوان کرد. دیلی تلگراف همچنین گزارش داد که پلیس دفاتر روزنامهٔ آتیلیم دیلی (به ترکی: Atılım) و آژانس خبری اتکین را که رسانه های محلی مرتبط با حزب سوسیالیست ستمدیدگان هستند نیز مورد تفتیش قرار داده است.

## بمبگذاری ۲۰۱۵
شاخهٔ جوانان حزب سوسیالیست ستمدیدگان، به نام فدراسیون انجمن های جوانان سوسیالیست (SGDF)، هدف اصلی بمبگذاری سوروچ در سال ۲۰۱۵ بود. گروهی از اعضای این فدراسیو از استانبول به سوروچ در مرز سوریه سفر کرده بودند تا از بازسازی کوبانی در همسایگی مرز در سوریه که در جریان جنگ تخریب شده بود پشتیبانی کنند.